# Thạch Hoằng
Thạch Hoằng (石弘, Shí Hóng) (313–334), tên tự Đại Nhã (大雅), là một hoàng đế của nước Hậu Triệu trong lịch sử Trung Quốc. Sau khi bị người em họ Thạch Hổ phế truất, ông được lập làm Hải Dương Vương (海陽王), ông đôi khi được biết tới với tước hiệu này.

## Bối cảnh
Thạch Hoằng là con trai thứ hai của Thạch Lặc, mẹ ông là Trình quý nhân. Không giống như Thạch Lặc có tính quân phiệt, Thạch Hoằng là một người có lòng tốt và tài văn chương. Sau khi huynh trưởng Thạch Hưng (石興) qua đời, Thạch Lặc lập ông làm thế tử. Năm 330, sau khi Thạch Lặc xưng làm "Thiên vương" và sau đó xưng đế, ông lập Thạch Hoằng làm thái tử. Thạch Lặc, e ngại việc cháu trai Thạch Hổ có quá nhiều quyền lực, nên ông đã chuyển một số quyền lực của Thạch Hổ cho Thạch Hoằng, song điều này chỉ làm cho Thạch Hổ bực tức, người này đã sẵn bất mãn trước việc Thạch Hoằng nhỏ tuổi song được lập làm thái tử, Thạch Hổ cho rằng mình mới xứng đáng làm thái tử do là người đã đóng góp nhiều nhất cho các chiến dịch thành công của Thạch Lặc.

## Trị vì
Vào mùa thu năm 333, Thạch Lạc qua đời, Thạch Hổ ngay lập tức giành lấy chính quyền bằng một cuộc chính biến. Trong sợ hãi, Thạch Hoằng đã nhường ngôi cho Thạch Hổ, song Thạch Hổ đã từ chối và buộc Thạch Hoằng nắm lấy ngai vàng và phong mình làm thừa tướng, Thạch Hoằng đã làm theo. Thạch Hổ giết chết quân sư của Thạch Lặc là Trình Hà (程遐), thúc phụ của Thạch Hoằng, và Từ Quang (徐光). Thạch Hổ tiếp tục buộc Thạch Hoằng lập mình làm Ngụy vương, phỏng theo tước hiệu của Tào Tháo khi ông ta làm người nhiếp chính cho Hán Hiến Đế.
Vợ của Thạch Lặc, Lưu Thái hậu quyết định làm liều. Bà âm mưu cùng với con trai nuôi của Thạch Lặc là Bành Thành vương Thạch Kham (石堪) khởi đầu một cuộc nổi loạn chống lại Thạch Hổ, song Thạch Kham đã bị đánh bại và bị đưa lên giàn hỏa thiêu. Lưu Thái hậu, sau khi bị lộ vai trò của mình, cũng đã bị xử tử. Mẹ của Thạch Hoằng là Trình quý nhân trở thành thái hậu. Thạch Hổ sau đó cũng đánh bại các âm mưu của Hà Đông vương Thạch Sanh (石生), Thạch Lãng (石朗), và Quách Quyền (郭權) nhằm chống lại mình. Năm 334, không thể chịu đựng được sự bức hại của Thạch Hổ, Thạch Hoằng đã đích thân đến chỗ Thạch Hổ để trao ngai vàng và quốc ấn cho ông ta, Thạch Hổ đã từ chối và nói rõ rằng nếu ông ta muốn ngai vàng, thì ông ta mới là người đề xuất, chứ không phải Thạch Hoằng. Ngay sau đó, với cớ Thạch Hoằng vi phạm quy định về việc tang, Thạch Hổ đã phế truất Thạch Hoằng và giáng Thạch Hoằng làm Hải Dương vương rồi giết chết. Thạch Hổ sau đó đã giết Trình Thái hậu và các em trai của ông là Tần vương Thạch Hoằng (石宏) và Nam Dương vương Thạch Khôi (石恢). Các hậu duệ của Thạch Lặc vào thời điểm đó đều bị Thạch Hổ tiêu diệt.